# Black Chamber

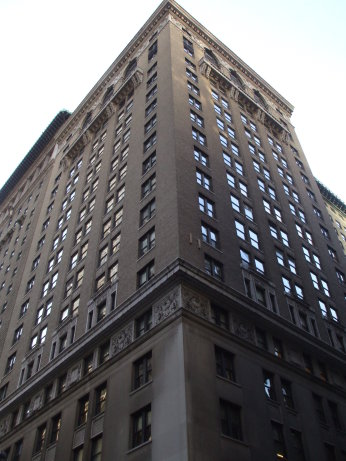
Eingang zum ehemaligen Sitz der Black Chamber

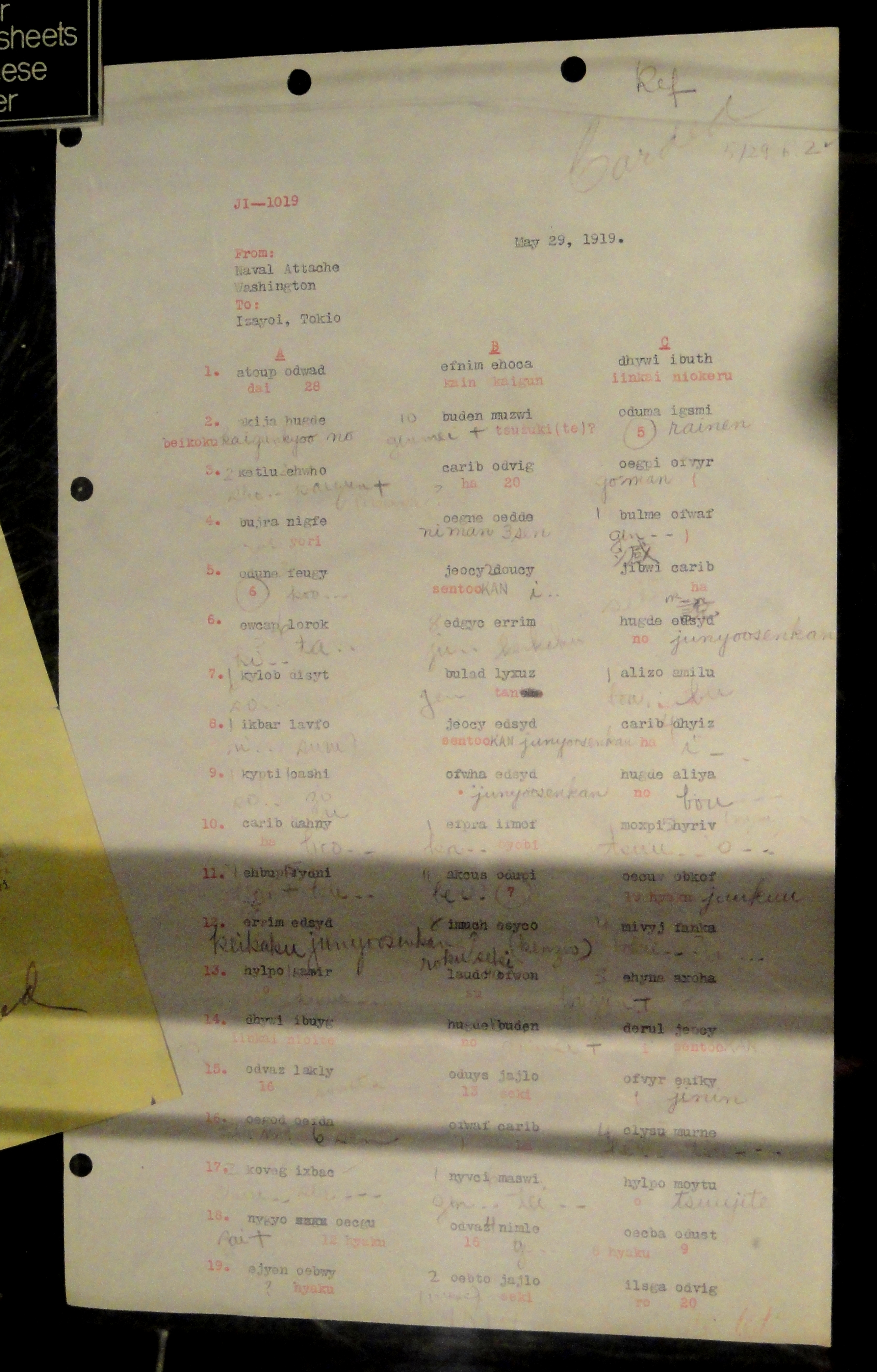
Internes Arbeitspapier von der Entzifferung eines japanischen Codes

Die Black Chamber (deutsch: Schwarze Kammer) war die erste kryptoanalytische Institution der USA in Friedenszeiten und eine Vorläuferin der National Security Agency (NSA). Sie ist auch unter dem Namen Cipher Bureau (deutsch: Chiffrenbüro) bekannt.

## Geschichte
Die Black Chamber wurde nach dem Ende des Ersten Weltkrieges unter der Leitung von Herbert Yardley gegründet. Yardley war vorher Kommandant der kryptografischen Sektion des MI-8 (Military Intelligence), der nach dem Ende des Ersten Weltkrieges aufgelöst wurde. Getarnt als Codefirma wurde die Black Chamber von der US Army und dem Department of State mit dem Hauptzweck des Aufbrechens von diplomatischer Kommunikation gegründet. Ein besonderer Erfolg wurde während der Washingtoner Flottenkonferenz von 1922 erzielt, als es gelang, die Nachrichten der Teilnehmer, hauptsächlich Japans, zu entziffern.
Zehn Jahre nach der Gründung wurde die Black Chamber wieder aufgelöst. Der damalige Außenminister der Vereinigten Staaten, Henry L. Stimson, äußerte die Meinung: „Gentlemen do not read each other's mail“ (deutsch: „Ehrenmänner lesen nicht die Post anderer“). Daher wurde die Finanzierung seitens des Außenministeriums aufgegeben und die Army allein wollte die Agentur nicht finanzieren.
Der Begriff Black Chamber geht auf Yardley zurück. Er schrieb 1931 das Buch The American Black Chamber. Ursprünglich stammt er aber aus dem Europa des 17. Jahrhunderts, in dem die Kryptanalyse mehr und mehr professionell betrieben wurde und die europäischen Mächte damals sogenannte „Schwarze Kammern“ bildeten (englisch: Black chamber oder Black room; französisch: Cabinet noir). Zweck war zunächst, Briefe im Geheimen zu öffnen, zu lesen, bei Bedarf abzuschreiben und wieder verschlossen in den Postverkehr zurückzuleiten. Mit der Zeit kam auch immer stärker die Aufgabe der Entzifferung verschlüsselter Nachrichten dazu. Die bekannteste und eine der effizientesten Schwarzen Kammern war die Geheime Kabinettskanzlei in Wien.